# Marek Milczarczyk
Marek Milczarczyk (ur. 23 września 1960 w Giżycku, zm. 12 kwietnia 2019 w Elblągu) – polski aktor teatralny.

## Życiorys
Absolwent Wydziału Aktorskiego PWSFTviT w Łodzi (1983). W roku 1983 rozpoczął pracę w Teatrze Dramatycznym w Elblągu. W latach 1984–1994 pracował w Teatrze im. Osterwy w Lublinie. W latach 1994–2016 był aktorem Teatru im. Wilama Horzycy w Toruniu.
Wystąpił na scenie w ponad 50 sztukach. Zagrał w Owocach miłości Marka Żydowicza, gdzie wcielił się w rolę dyrektora szkoły. Współpracował przy produkcji filmu dokumentalnego Kilka kromek chleba. Był lektorem w filmie Trzy spełnione marzenia.
Zdobywca nagrody marszałka województwa kujawsko-pomorskiego z okazji Międzynarodowego Dnia Teatru w 2002 i 2005 roku oraz Statuetki Wilama – nagrody w plebiscycie toruńskiej publiczności w roku 2003.
Jego pierwszą żoną była Małgorzata Milczarczyk (obecnie  Małgorzata Kotwica), drugą żoną była aktorka Teatru im. Wilama Horzycy w Toruniu Anna Magalska-Milczarczyk (obecnie Anna Magalska).